# Рионеро Санитико
Рионеро Санитико (итал. Rionero Sannitico) је насеље у Италији у округу Изернија, региону Молизе.
Према процени из 2011. у насељу је живело 879 становника. Насеље се налази на надморској висини од 1026 м.

## Становништво
| 1931. | 1936. | 1951. | 1961. | 1971. | 1981. | 1991. | 2001. | 2011. |
| ----- | ----- | ----- | ----- | ----- | ----- | ----- | ----- | ----- |
| 2.242 | 2.409 | 2.459 | 2.087 | 1.599 | 1.305 | 1.281 | 1.131 | 1.129 |